# كوميديا رومانسية شبابي خاطئة كما توقعت
كوميديا رومانسية شبابي خاطئة كما توقعت. (باليابانية: やはり俺の青春ラブコメはまちがっている。، بالروماجي: Yahari Ore no Seishun Rabukome wa Machigatteiru.)
هي سلسلة رواية خفيفة من تأليف واتارو واتاري ورسوم بونكان8، صدرت في 18 مارس عام 2011 حتى 18 أبريل عام 2019،  وتكونت من 14 مجلدًا، اقتبس إلى أنمي تلفزيوني من إنتاج استوديو برينز بيس، عرض في 5 أبريل عام 2013 حتى 28 يونيو عام 2013، وتكون 13 حلقة + 1 أوفا.  وقام استوديو فيل بإنتاج موسم ثاني للأنمي، عرض في 3 أبريل عام 2015 حتى 26 يونيو عام 2015، وتكون من 13 حلقة + 1 أوفا.

## القصة
تدور أحداث القصة عن هاتشيمان هيكيغايا، الذي يجبره معلمه على الانضمام إلى نادي الخدمات بالمدرسة، حيث يعمل مع فتاتين لديهما مشكلات شخصية خاصة بهما، لتقديم المساعدة والمشورة للآخرين أثناء التعامل مع صراعاتهم الداخلية.

## الشخصيات

### الشخصيات الرئيسية
هاتشيمان هيكيغايا (باليابانية: 比企谷 八幡، بالروماجي: Hikigaya Hachiman)
مؤدي الصوت: تاكويا إغوتشي(اليابانية) عماد فغالي (العربية)
يوكينو يوكينوشيتا (باليابانية: 雪ノ下 雪乃، بالروماجي: Yukinoshita Yukino)
مؤدية الصوت: ساوري هايامي (اليابانية) روضة قاسم (العربية)
يوي يويغاهاما (باليابانية: 由比ヶ浜 結衣، بالروماجي: Yuigahama Yui)
مؤدية الصوت: ناو توياما (اليابانية) جناح فاخوري (العربية)

### شخصيات أخرى
سايكا تونسوكا (باليابانية: 戸塚 彩加، بالروماجي: Totsuka Saika)
مؤدية الصوت: ميكاكو كوماتسو
هاياتو هاياما (باليابانية: 葉山 隼人، بالروماجي: Hayama Hayato)
مؤدي الصوت: تاكاشي كوندو (اليابانية) طوني معلوف (العربية)
يوميكو ميورا (باليابانية: 三浦 優美子، بالروماجي: Miura Yumiko)
مؤدية الصوت: نوزومي ساساكي
ساكي كاواساكي (باليابانية: 川崎 沙希، بالروماجي: Kawasaki Saki)
مؤدية الصوت: آمي كوشيميزو

## وصلات خارجية
- موقع الرواية الخفيفة الرسمي (باليابانية)
- موقع الأنمي الرسمي (باليابانية)
- موقع لعبة الفيديو الرسمي (باليابانية)

كوميديا رومانسية شبابي خاطئة كما توقعت على موقع ميوزك برينز (الإنجليزية)
- كوميديا رومانسية شبابي خاطئة كما توقعت على موقع ميوزك برينز (الإنجليزية)
- كوميديا رومانسية شبابي خاطئة كما توقعت على موقع ANN manga (الإنجليزية)

لا توجد روابط لمواقع التواصل الاجتماعي.